# James Manjackal
James Manjackal MSFS (ur. 18 kwietnia 1946 w Cheruvally w Kerala w Indiach) –  duchowny katolicki, zakonnik, charyzmatyczny wędrowny kaznodzieja, poeta religijny.

## Życiorys
Ojciec Manjackal urodził się 18 kwietnia 1946 w Cheruvally w Południowych Indiach. Święcenia kapłańskie przyjął w 1973 jako członek Kongregacji Misjonarzy Św. Franciszka Salezego. Pracował najpierw jako duszpasterz w Visakhapatnam. Po roku został wykładowcą w seminarium duchownym w Ettumanoor. Twierdzi, że został cudownie uzdrowiony z gruźlicy nerek. Po roku 1976 rozpoczął posługę głoszenia rekolekcji jako wędrowny kaznodzieja, najpierw w swoim ojczystym języku malajalam, następnie w języku angielskim. W 1989 założył w stanie Kerala centrum Ruchu Odnowy w Duchu Świętym "Charis Bhavan". W czasie swej wieloletniej posługi był wielokrotnie więziony w krajach arabskich. Na terenie Indii o. Manjackal wydaje Biblie, broszury, książeczki do nabożeństw i materiały ewangelizacyjne. Podróżując po świecie, m.in. do Polski, głosi rekolekcje, prowadzi lokalne kongresy wiary, odprawia msze święte z modlitwą o uzdrowienie, prowadzi szkoły ewangelizacyjne także dla muzułmanów. Jest również założycielem stowarzyszenia apostolskiego „Charis Marien Maids”, działającego na terenie diecezji Vijayapuram w Kerali w Indiach.
W swym nauczaniu kaznodzieja porusza takie tematy dotyczące życia duchowego, jak: życie w Duchu Świętym, charyzmaty, egzorcyzmy, okultyzm, wizje i sny, istnienie i wpływy szatana, cuda eucharystyczne, sakramenty, małżeństwo chrześcijańskie, grzech, homoseksualizm i pedofilia, onanizm, antykoncepcja, rozwód, przekleństwo, uzdrowienie wewnętrzne, modlitwa o uzdrowienie wewnętrzne, spoczynek w Duchu Świętym, problemy wczesnego dzieciństwa, zranienia duchowe, New Age. Książki, artykuły i poezja o. Manjackala tłumaczone są na szereg języków obcych, także na język polski.
W kwietniu 2017 kuria warszawsko-praska cofnęła charyzmatykowi pozwolenie na odprawienie rekolekcji, które miał głosić w czerwcu w Miedzeszynie oraz zabroniła mu prowadzenia jakiejkolwiek działalności na terenie diecezji. Po rozeznaniu sprawy i rozwianiu wszelkich wątpliwości biskup warszawsko-praski cofnął zakaz i zezwolił na rekolekcje.

## Publikacje w języku polskim
- Eureka, Madryt 2011, ISBN 978-84-935890-8-0
- Modlitwa czyni cuda
- On mnie dotknął i uzdrowił: Książka o Żywej Obecności Jezusa w Eucharystii, Madryt 2011, ISBN 978-84-935890-3-5
- Uzdrowienie wewnętrzne – ku nowemu życiu, Monachium 2011, ISBN 978-84-935890-6-6
- Raj odzyskany: Moc chrześcijańskiego małżeństwa, Madryt 2011, ISBN 978-84-935890-2-8
- Oto stoję u drzwi i kołaczę: Praktyczne porady dla tych, którzy chcą spowiadać się dobrze, Madryt 2011, ISBN 97830937433-12-0
- 33 modlitwy charyzmatyczne, Monachium 2011, ISBN 9783-937433-10-4